# Jeter Connelly Pritchard

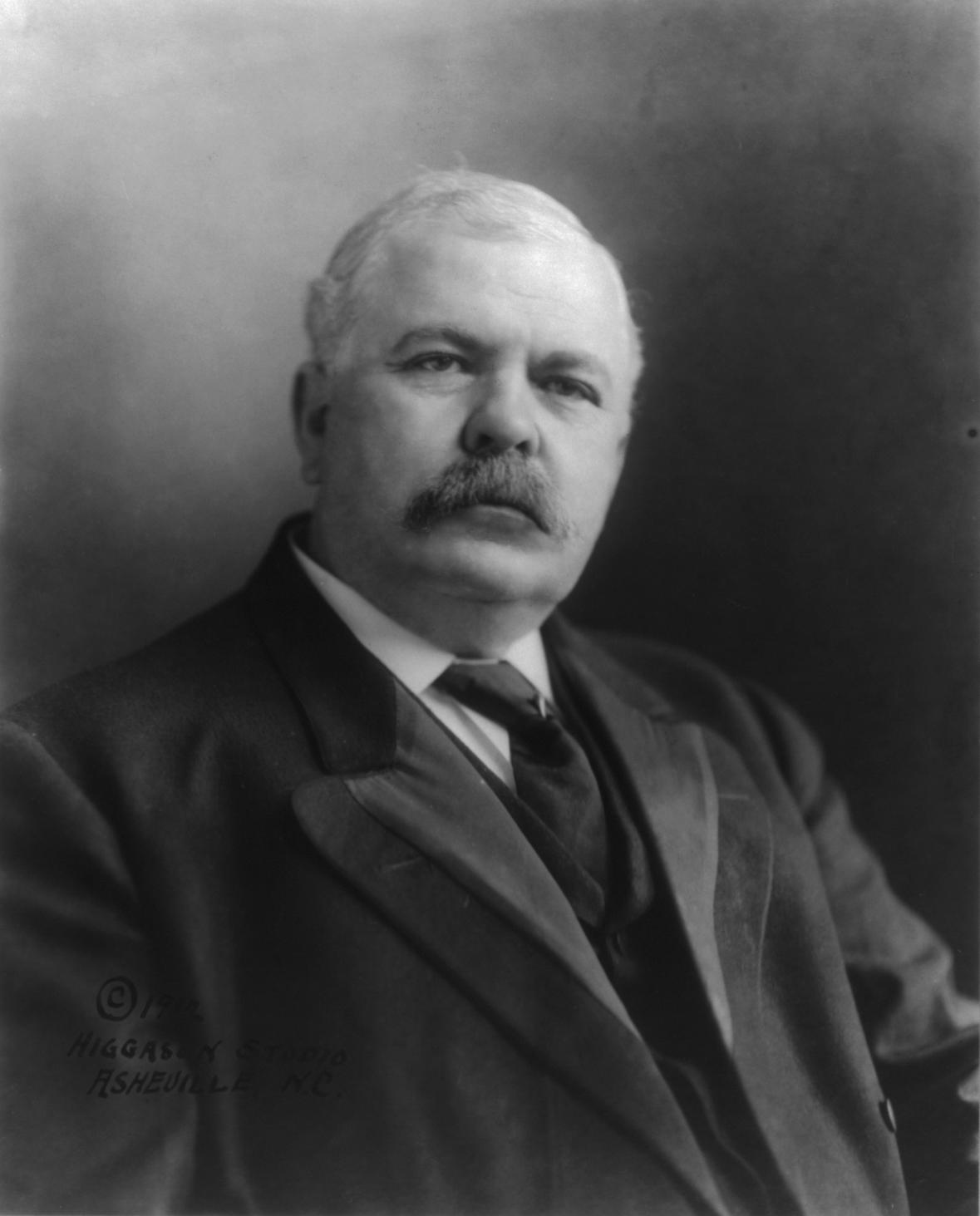
Jeter Connelly Pritchard

Jeter Connelly Pritchard (* 12. Juli 1857 in Jonesborough, Tennessee; † 10. April 1921 in Asheville, North Carolina) war ein US-amerikanischer Politiker der Republikanischen Partei. Er vertrat den Bundesstaat North Carolina im Senat der Vereinigten Staaten.
In seiner Heimat Tennessee erlernte Pritchard den Beruf des Druckers. 1873 zog er nach Bakersville in North Carolina um, wo er Redakteur und Besitzer des Roan Mountain Republican wurde. Sein erstes politisches Amt übernahm er 1880 als Mitglied des Electoral College, das James A. Garfield zum US-Präsidenten wählte. 1884 wurde er ins Repräsentantenhaus von North Carolina berufen, dem er 1886 und 1890 erneut angehörte. Während dieser Zeit studierte er die Rechtswissenschaften und wurde 1889 in die Anwaltskammer aufgenommen.
Vergeblich war Pritchards Kandidatur für das Amt des Vizegouverneurs von North Carolina im Jahr 1888; drei Jahre später scheiterte er bei der Wahl zum US-Senat ebenfalls. Die dritte Niederlage musste er 1892 bei der Wahl zum US-Repräsentantenhaus hinnehmen. Erst 1894 war er doch erfolgreich, als er zum Nachfolger des verstorbenen Senators Zebulon Baird Vance gewählt wurde. Nach der Wiederwahl im Jahr 1897 verblieb Pritchard bis zum 3. März 1903 im Senat. Er war zu dieser Zeit der einzige Republikaner aus den Südstaaten in dieser Kammer.
Nach seinem Ausscheiden aus dem Senat wurde Pritchard noch im selben Jahr zum Richter am Obersten Gerichtshof des District of Columbia gewählt. 1904 wechselte er ans Bundesberufungsgericht für den vierten Gerichtskreis, wo er bis zu seinem Tod im Jahr 1921 verblieb. In Asheville, wo er starb, wurde der Pritchard Park nach ihm benannt.
Sein Sohn George schlug ebenfalls eine politische Laufbahn ein und saß von 1928 bis 1930 für North Carolina im US-Repräsentantenhaus.